# Karl Weikersheim
Karel kníže Weikersheim (Karel von Bronn, Karel svobodný pán von Bronn 1890–1911, Karel kníže Weikersheim od 1911) (německy Karl/Carl Ernst Johann Georg Fürst Weikersheim, Freiherr von Bronn) (25. ledna 1862 Weikersheim, Německo – 28. září 1925 Gräfelfing, Německo) byl německý šlechtic a rakousko-uherský generál. Po otci byl potomkem slavného rodu Hohenlohe, ale kvůli prostému původu své matky nemohl toto jméno užívat. Byl znám jako baron von Bronn a od mládí sloužil v rakousko-uherské armádě. Byl dlouholetým pobočníkem následníka trůnu Františka Ferdinanda a císaře Františka Josefa. Zúčastnil se první světové války a nakonec dosáhl hodnosti polniho podmaršála. V roce 1911 získal titul knížete.

## Životopis

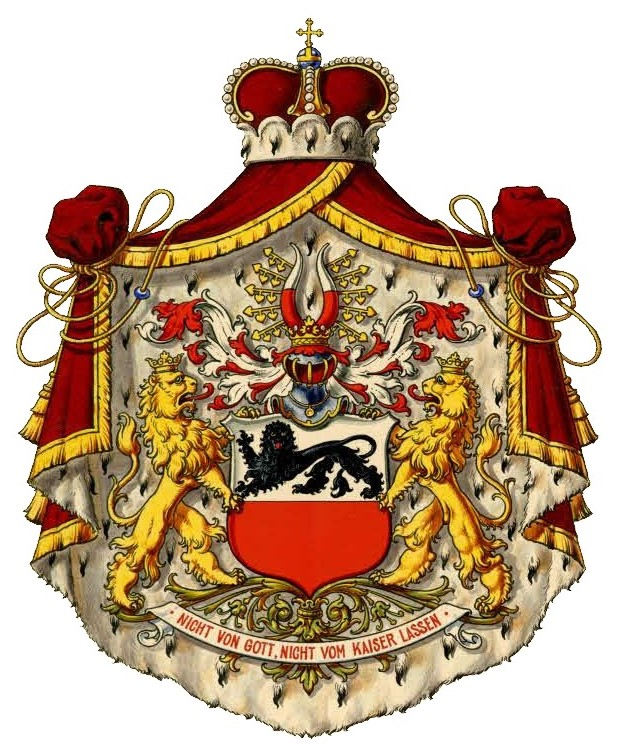
Knížecí erb rodu Weikersheim

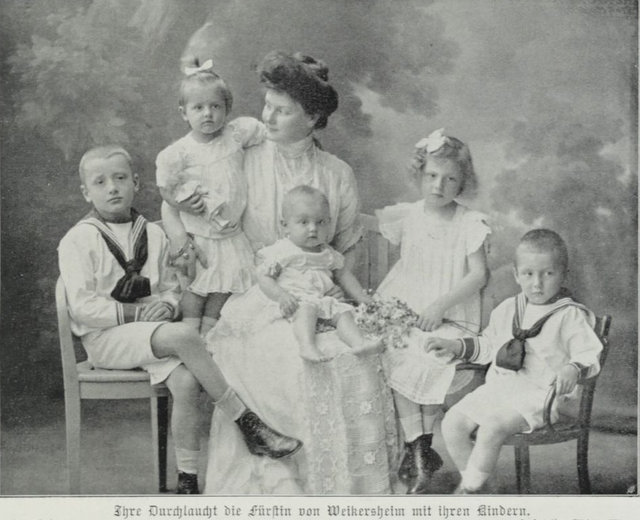
Karlova manželka Marie Aloisie, rozená Černínová, s dětmi

Pocházel z významného šlechtického rodu Hohenlohe, kvůli morganatickému manželství svých rodičů ale nemohl užívat jméno Hohenlohe ani šlechtické tituly. Jeho otcem byl kníže Karel Ludvík Hohenlohe-Langenburg (1829–1907), matka Marie Grathwohlová (1837–1901) byla dcerou řezníka. Otec se ještě před sňatkem vzdal svých nástupnických práv ve prospěch mladšího bratra Hermanna (1832–1913). Karlovi a jeho mladším sestrám byl přiznán nárok na jméno von Bronn. 
Karel od mládí sloužil v rakousko-uherské armádě, již v roce 1881 byl poručíkem jezdectva,, později jako nadporučík (1886) sloužil u 1. hulánského pluku. Později sloužil již jako rytmistr (1892) u jezdecké eskadrony císařské gardy, poté byl přeložen k 8. dragounskému pluku. Jako štábní důstojník 1. hulánského pluku byl od roku 1898 zároveň přidělen ke dvoru arcivévody Františka Ferdinanda. V roce 1904 byl povýšen na majora a působil jako pedagog na Vojenské jezdecké škole (Militär-Reitlehrerinstitut) ve Vídni. V hodnosti podplukovníka (1907) byl pak několik let křídelním pobočníkem císaře Františka Josefa. Jako plukovník (1911) převzal velení jezdecké eskadrony císařské gardy. Aktivně se zúčastnil první světové války a v roce 1915 byl povýšen na generálmajora. Nakonec v roce 1918 dosáhl hodnosti polního podmaršála a na konci války byl pověřen velením jižního pobřeží Dalmácie s velitelstvím v Dubrovníku. K datu 1. ledna 1919 byl v armádě penzionován a poté žil v soukromí. Pobýval v Gräfelfingu na předměstí Mnichova, jeho sídlo známé jako Villa Weikersheim dnes již neexistuje. 

## Tituly a ocenění
Od narození užíval prostý šlechtický stav, do nějž byla povýšena jeho matka v roce 1862. Později se taktéž spolu s matkou stal nositelem titul barona, který platil pro Württemberské království, ale v roce 1891 byl uznán i v Rakousku. Nakonec byl v roce 1911 povýšen na knížete Weikersheima s nárokem na oslovení Jasnost. S udělením titulu museli vyslovit souhlas představitelé všech linií rodu Hohenlohe, procedura ale proběhla bez konfliktů, protože Karel měl významného protektora v osobě následníka trůnu Františka Ferdinanda. Jméno Weikersheim bylo odvozeno od Karlova rodiště (dnes Bádensko-Württembersko), kde se zároveň nacházelo jedno z hlavních sídel rodu Hohenlohe. Titul platil v primogenituře, což znamená, že knížetem byl nejstarší syn, další členové rodu užívali titul hraběte a hraběnky. Zajímavostí je, že s knížecím titulem nebyl spojen predikát von, což bylo v nobilitacích na počátku 20. století unikátem.
Během své služby v blízkosti následníka trůnu Františka Ferdinanda a císaře Františka obdržel řadu vyznamenání. Byl nositelem Řádu železné koruny III. třídy, držitelem Vojenského záslužného kříže a Vojenského jubilejního kříže. Ze zahraničních vyznamenání získal velkokříž britského Viktoriina řádu, rytířský kříž pruského Řádu červené orlice s brilianty a pruský Řád koruny III. třídy, dále byl rytířem saského Albrechtova řádu a württemberského Fridrichova řádu, komandérem nizozemského Řádu dynastie Oranžsko-Nasavské, bulharského Řádu sv. Alexandra a Královského řádu za vojenské zásluhy, meklenburského Řádu gryfa, oldenburského Domácího a záslužného řádu a bádenského Řádu zähringenského lva.

## Rodina
V roce 1899 se v Praze oženil s hraběnkou Marií Aloisií Černínovou (1879–1963), nejstarší dcerou Rudolfa Czernin-Morzina (1855–1927), majitele rozsáhlých velkostatků v Čechách. Marie Aloisie byla později c. k. palácovou dámou. Z manželství se narodilo pět dětí. Starší syn Karl Rudolf (1900–1945) uzavřel nerovnorodý sňatek a krátce po otcově úmrtí se vzdal knížecího titulu, nadále užíval titul hraběte. Dalším knížetem byl mladší syn František Maria (1904–1983) ženatý s princeznou Irmou Windischgrätzovou.